# Peter Utaka
Peter Maduabuchi Utaka (Enugu, 12 de fevereiro de 1984) é um futebolista nigeriano que atua como atacante. Atualmente, defende o Kyoto Sanga.

## Carreira
Nascido em Enugu, mudou-se para a Croácia aos 16 anos para jogar nas categorias de base do Dínamo Zagreb. Porém, foi na Bélgica que Utaka iniciou a carreira profissional, no Patro Eisden Maasmechelen, onde fez 17 gols em 35 jogos disputados. Foi o suficiente para que o Westerlo pagasse 250 mil euros para contar com o jovem atacante em 2004.
Em 3 temporadas pelos auriazuis, atuou em 73 jogos e fez 12 gols, sendo contratado em janeiro de 2007 pelo Royal Antwerp, pelo qual marcou 26 vezes em 46 jogos - destes, 22 foram na reta final da segunda divisão, rendendo o prêmio de melhor atacante da competição e também o de MVP da temporada, sendo considerado um dos atacante mais letais do futebol belga. Em agosto de 2008, Utaka assinou com o Odense BK, terminando seu primeiro ano na equipe como quarto colocado na artilharia do Campeonato Dinamarquês, liderando o quesito em 2009–10 com 18 gols em 33 jogos. Contabilizando todas as competições envolvendo o OB, Utaka entrou em campo 134 vezes e marcou 68 gols.

## Primeira passagem no futebol asiático
Entre 2012 e 2017, atuou por clubes da China (Dalian Aerbin, Beijing Guoan e Shanghai Shenxin, por empréstimo) e Japão (Shimizu S-Pulse, Sanfrecce Hiroshima e FC Tokyo), novamente com um número expressivo de gols (73), tornando-se inclusive artilheiro da J-League de 2016 com 19 gols, empatado com o brasileiro Leandro, do Vissel Kobe, sendo o segundo jogador africano a conquistar a honraria - o primeiro tinha sido o camaronês Patrick Mboma, que fizera 25 gols com a camisa do Gamba Osaka em 1997.

## Volta à Europa e segunda passagem pelo Japão
Em 2018, voltou à Dinamarca para defender o Vejle, jogando apenas 6 partidas antes de regressar ao Japão, onde vestiria as camisas de Tokushima Vortis (18 jogos e 6 gols) e Ventforet Kofu. Neste último, fez 20 gols na campanha da J2, mas não conseguiu levar o time de volta à primeira divisão. Em dezembro de 2019, assinou com o Kyoto Sanga, sua atual equipe.

## Carreira internacional
Utaka foi selecionado pela primeira vez para um jogo da Seleção Nigeriana em setembro de 2009. A estreia do atacante pelas Super Águias foi na vitória por 5 a 2 sobre a República Democrática do Congo, marcando inclusive o primeiro de seus 3 gols pela seleção, além de ter feito os outros 2 sobre a Etiópia. Ele, porém, não foi lembrado para a Copa de 2010, ao contrário de seu irmão John, que atuou profissionalmente entre 1997 e 2018 e jogou também a edição de 2002 e 3 Copas Africanas.

## Títulos
Sanfrecce Hiroshima
- Copa da Liga Japonesa: 2016

### Individuais
- Artilheiro da Segunda Divisão Belga de 2007 pelo Royal Antwerp (22 gols)
- Artilheiro do Campeonato Dinamarquês de 2009–10 pelo Odense BK (18 gols)
- Artilheiro da Copa da China de 2013 pelo Dalian Aerbin (4 gols)
- Artilheiro do Campeonato Japonês de 2016 pelo Sanfrecce Hiroshima (19 gols)